# Lökösháza
Lökösháza (in romeno "Leucuşhaz") è un comune dell'Ungheria di 2 044 abitanti (dati 2001) . È situato nella contea di Békés. Ha sede la dogana ferroviaria con la Romania della tratta Budapest-Bucarest